# 청석학원
청석학원은 대한민국의 학교법인이다. 이사장은 표갑수이다. 초등교육부터 고등교육까지 전 분야에 걸친 교육을 지원하고 있는 사학재단이다.

## 구성

### 청주대학교
청주대학교는 충청북도 청주시 청원구에 있는 대한민국의 사립 대학교이다.
일제 강점기의 청주 지역 유지였던 김원근이 동생 김영근과 함께 전재산을 투자하여 1924년 설립한 대성보통학교가 청주대학교의 뿌리이다. 군정기인 1947년에 청주상과대학으로 개교했다.

### 청주대성고등학교
대한민국 충청북도 청주시에 있는 사립 고등학교이다.
청주대학교와는 같은 재단 소속이며, 일제 강점기인 1935년에 청주상업학교로 개교하여 1951년 학제 개편 후 청주상업고등학교와 대성중학교로 분리되었다. 2002년 이전까지는 실업계 상업고등학교였으나 2001년 7월 26일 일반계 고교로 전환이 승인되었으며 현재의 이름으로 2002년에 개칭된 것이다. 운동부로 축구부가 유명하다.

### 대성중학교
대한민국 충청북도 청주시에 있는 사립 중학교이다.
청주대학교와는 같은 재단 소속이며, 일제 강점기인 1935년에 청주상업학교로 개교하여 1951년 학제 개편 후 청주대성고등학교(청주상업고등학교)와 대성중학교로 분리되었다. 운동부로 축구부와 유도부가 유명하다.